# Techirghiol
Techirghiol est une ville de Roumanie, dans le județ de Constanța.

## Démographie
Lors du recensement de 2011, 77,09 % de la population se déclarent roumains, 5,89 % comme turcs et 9,22 % comme tatars (6,96 % ne déclarent pas d'appartenance ethnique et 0,8 % déclarent appartenir à une autre ethnie).

## Politique
| Parti | Parti                                                          | Sièges |
| ----- | -------------------------------------------------------------- | ------ |
|       | Parti social-démocrate (PSD)                                   | 4      |
|       | Parti national libéral (PNL)                                   | 9      |
|       | Parti de la Grande Roumanie (PRM)                              | 1      |
|       | Union démocrate des Tatars turco-musulmans de Roumanie (UDTTR) | 1      |